# Barwenowate
Barwenowate (Mullidae) – rodzina ryb okoniokształtnych.
Poławiane jako ryba konsumpcyjna o smacznym mięsie.

## Występowanie
Głównie ciepłe wody oceaniczne, rzadziej wody umiarkowane lub chłodne, sporadycznie spotykane w wodach słonawych.

## Cechy charakterystyczne
- ciało wydłużone, bocznie spłaszczone
- łuski duże
- dwie płetwy grzbietowe wyraźnie oddzielone
- podbródek zakończony dwoma wąsami
- większość gatunków atrakcyjnie ubarwiona
- osiągają długość do 60 cm

## Klasyfikacja
Rodzaje zaliczane do tej rodziny:
Mulloidichthys — Mullus — Parupeneus — Pseudupeneus — Upeneichthys — Upeneus